# قلعه گوریا
قلعه گوریا مربوط به دوره ساسانیان - دوران‌های تاریخی پس از اسلام است و در شهرستان ایوان، بخش مرکزی، روستای سرتنگ سفلی واقع شده و این اثر در تاریخ ۹ اردیبهشت ۱۳۸۲ با شمارهٔ ثبت ۸۴۵۶ به‌عنوان یکی از آثار ملی ایران به ثبت رسیده. این اثر تاریخی هم اکنون در مجاورت دریاچه سد گنگیر می باشد.